# Municipio de Nixon
El municipio de Nixon (en inglés, Nixon Township) es un municipio del condado de DeWitt, Illinois, Estados Unidos. Tiene una población estimada, a mediados de 2022, de 486 habitantes.

## Geografía
Está ubicado en las coordenadas 40°6′22″N 88°45′18″O / 40.10611, -88.75500. Según la Oficina del Censo de los Estados Unidos, tiene una superficie total de 71.3 km², correspondientes en su totalidad a tierra firme.

## Demografía
Según el censo de 2020, en ese momento había 492 personas residiendo en la zona. La densidad de población era de 6.9 hab./km². El 95.7 % de los habitantes eran blancos, el 0.2 % era asiático, el 0.2 % era de otra raza y el 3.9 % eran de una mezcla de razas.